# Gerardus Borstius

Titelprent van het boek De kerklyke en weereldlyke historien. Geschreven door Wilhelmus Goeree en uitgegeven door Gerardus en Jacobus Borstius in 1705.

Gerardus Borstius (Dordrecht, 1650 of 1651 – Amsterdam, 1707) was een boekuitgever en boekverkoper die actief was in Amsterdam van 1674 tot 1707.

## Leven en werk
Gerardus Borstius werd geboren in 1650 of 1651 in Dordrecht als zoon van dominee Jacobus Borstius. Op 5 juni 1674 trouwde hij met Johanna Blenk. Zij kregen drie kinderen waarvan enkel de naam van hun zoon Jacobus Borstius bekend is.
Op 29 oktober 1674 trad Gerardus toe tot het boekverkopergilde. Hij vestigde zich hetzelfde jaar ook aan de Nieuwendijk, de straat die de Dam verbindt met de Haarlemmerstraat. In 1691 werd Gerardus overman, ook wel de bestuurder, van het boekverkopersgilde. Hij heeft meer dan 130 boeken op de markt gebracht, waarvan het overgrote deel theologisch van aard was. De boeken die hij uitgaf waren voornamelijk in het Nederlands geschreven, maar er zaten ook Latijnse werken tussen. Zo gaf hij van 1698 tot 1703 het zesdelige werk Mischna sive totius Hebraeorum juris (...) systema uit samen met zijn zoon Jacobus, die ook tot het boekverkopersgilde was toegetreden. Ook waren enkele werken in het Frans, zoals het in 1682 verschenen Lettre escrite d'un protestant demeurant a Montpelliers.
Gerardus Borstius gaf ook vele werken uit van Johannes d'Outrein, een Nederlandse predikant en auteur van diverse theologische werken. Uit een aanvraag voor privilege in 1692 blijkt dat d’Outrein Borstius had gekozen om al zijn werken te drukken en uit te geven. Na het overlijden van Gerardus Borstius zorgde de predikant voor zekere onrust onder het boekverkopersgilde. D'Outrein wilde namelijk zelf privilege voor zijn werken en vroeg dit aan bij de Staten van Holland. De boekverkopers kwamen echter in protest en de aanvraag werd afgeslagen.
In februari 1707 overleed Gerardus Borstius en werd hij bij zijn vrouw begraven in de Nieuwezijdse kapel vlakbij zijn winkel. In datzelfde jaar vond een veiling plaats waar zijn boeken en andere bezittingen werden verkocht. 

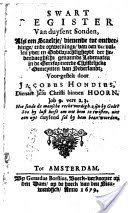
Titelblad van het boek Swart register van duosent sonden. Geschreven door Jacobus Hondius en uitgegeven door Gerardus Borstius in 1679.

## Uitgegeven werken
Gerardus Borstius gaf onder meer de volgende boeken uit:
- Johann Jakob Fabricius (1672), Oorsaecke der ellenden en verderf van land en luyden.
- Melchior Leydekker (1675), Den raed des vredes en de oeconomie of bedeelinge de[r] genade door de goddelijcke dryeenigheyt.
- Richard Baxter (1677), D'eeuwigh-durende ruste der heyligen. : 4 parts.
- Jacobus Hondius (1679), Swart register van duysent sonden.
- Willem Surenhuys (1698-1703), Mischna sive Totius Hebræorum juris [...] systema.
- Johannes D'Outrein (1701), Gods tabernakel onder de menschen. Ende de heerlykheid des soons Gods. Over Joh. I, 14.
- Pierre Du Moulin De Jonge (1705), Overdenkingen en gebeden op elken dag van de weke.
- Wilhelmus Goeree (1705), De kerklyke en weereldlyke historien.